# سندرم قلب شکسته
کاردیومیوپاتی تاکوتسوبو (به انگلیسی: Takotsubo cardiomyopathy) یا سندرم بالونی آپیکال گذرا که بانام کاردیوپاتی ناشی از استرس و گاهی در زبان عامیانه سندرم قلب شکسته نیز نامیده می‌شود، یکی از گونه‌های کاردیومیوپاتی ایسکمیک است که در آن یک ضعف ناگهانی در ماهیچه قلب اتفاق می‌افتد.
کاردیومیوپاتی ناشی‌از استرس یک علت شناخته شده در نارسایی‌های حاد قلب، آریتمی بطنی کشنده، و پارگی بطن است.

## پدیداری
تظاهر معمول کاردیومیوپاتی تاکوتسوبو شروع ناگهانی یک نارسایی احتقانی قلب همراه با تغییر در نوار قلب که آنفارکتوس میوکارد در دیواره قدامی را تقلید می‌کند، است. در آزمایش روی افراد با کاردیومیوپاتی تاکوتسوبو به‌طور معمول آنژیوگرام کرونری، هیچ‌گونه انسداد قابل توجهی را که دلیلی بر اختلال کارکرد بطن چپ باشد نشان نمی‌دهد و یا به زبان دیگر آنژیوگرافی مشکلی را نشان نمی‌دهد. به‌طور معمول درسابقه تاریخچه بیماری این افراد، بتازگی استرس شدید احساسی یا فیزیکی مشاهده میشود. زنان یائسته بالای ۵۵ سال پنج برابر بیشتر از زنان دیگر به این بیماری مبتلا می‌شوند.

## علت‌شناسی
اگرچه علت کاردیومیوپاتی تاکوتسوبو به‌طور کامل روشن نیست اما مکانیسم‌های گوناگونی دربارهٔ آن مطرح است.
1. شریان نزولی قدامی چپ شال‌مانند: در بیشتر بیماران، سرخرگ نزولی قدامی چپ (LAD) تأمین‌کننده دیواره جلویی یا قدامی بطن چپ است. اگر این سرخرگ گرداگرد آپکس قلب یا سر قلب چرخیده باشد، می‌تواند مسئول خون‌رسانی به آپکس و دیوار تحتانی قلب باشد. برخی پژوهش‌ها ارتباطی بین تاکوتسوبو و این نوع شریان عنوان کرده‌اند[۸] درحالیکه دیگر پژوهش‌ها نیز این تفاوت آناتومیک را مرتبط به تاکوتسوبو نمی‌دانند.[۹]
2. وازواسپاسم گذرا: برخی از پژوهشگران نیز عنوان نموده‌اند که چندین اسپاسم هم‌زمان در شریان‌های کرونری می‌تواند باندازه کافی جریان قلب را تا مرز شوک قلبی پیش ببرد.[۱۰]
3. ناکارآمدی میکروواسکولار: این تئوری به ناکارآمدی یا اختلال در عملکرد عروق کرونر ولی در سطحی که توسط آنژیوگرافی قابل مشاهده نیستند، یعنی در سطح ریزرَگ‌های کرونری اشاره دارد. این مشکل می‌تواند شامل وازواسپاسم میکروواسکولار نیز باشد، بااین‌حال ممکن است شباهت‌هایی به بیماری‌هایی مانند دیابت باشد. در این بیماری‌ها شریان میکروواسکولار نمی‌تواند اکسیژن کافی به عضله قلب برساند.
4. انسداد میان-بطنی، فلج آپیکال: همچنین ضخیم شدگی دیوار میانی بطن‌ها با انسداد جریان خروجی که در پاتوفیزیولوژی مهم است یکی از نظریه‌های مطرح است.

## تشخیص

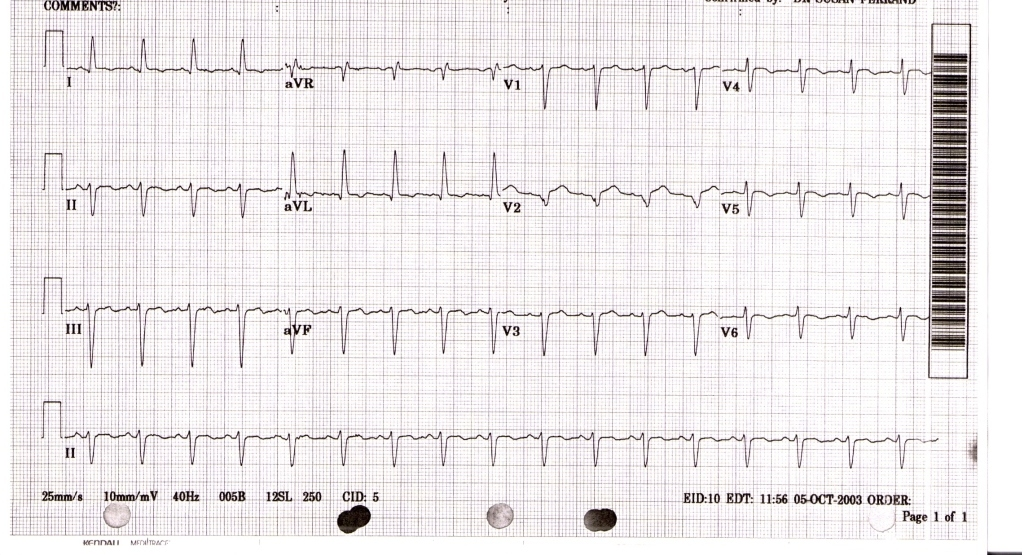
در نوار قلب بیمار با سندرم آپیکال، تاکیکاردی سینوسی همراه تغییر غیر اختصاصی در موج تی و سگمنت اس‌تی.

سندرم بالونی آپیکال گذرا یا کاردیومیوپاتی تاکوتسوبو در ۱/۷ تا ۲/۲ درصد بیماران با سندرم حاد کرونر همراه است.
در حالی‌که مطالعات ابتدایی و گزارش شده مربوط به ژاپن می‌باشد، کاردیومیوپاتی تاکوتسوبو به تازگی در ایالات متحده و غرب اروپا مورد توجه قرار گرفته‌است.
تشخیص زودهنگام این سندرم مشکل است. آزمون‌های نوار قلب اغلب با کسانی که یک آنفارکتوس میوکارد حاد در دیواره قدامی داشته‌اند، اشتباه گرفته می‌شود چراکه شکل موج الکتروکاردیوگرام بدین شکل است.
این سندروم به‌طور کلاسیک اوج‌گیری و بالا رفتن قطعه اس. تی در آنفارکتوس میوکارد را تقلید می‌کند و دارای مشخصه شروع اختلال بطنی آپیکال یا بالونی شدن با همراهی درد قفسه‌سینه، دیسپنه یا تنگی نفس، بالا رفتن سگمنت ST، معکوس شدن موج T یا طولانی شدن فاصله QT در نوار قلب است. افزایش آنزیم‌های میوکارد در بدترین حالت، معمولی می‌ماند و بیماری عروق کرونری وجود ندارد.

## درمان
این بیماری عموماً گذرا است و در بیشتر موارد با درمان حمایتی کنترل می‌شود.  با این حال برخی از بیماران دچار عوارض حاد مانند شوک کاردیوژنیک (CS) و نارسایی حاد قلبی می شوند که نیاز به درمان فوری دارند. مهمتر از همه درمان باید به سمت درمان سکته قلبی حاد (ACS) احتمالی، با تجویز داروهای ضد پلاکت، ضد انعقاد، گشادکننده عروق و نظارت مداوم با نوار قلب و همچنین برنامه ریزی برای آنژیوگرافی کرونر فوری هدایت شود.
- شوک قلبی: احیای مایع داخل وریدی و بتا بلاکر به بهبود شوک و رفع انسداد LVOT کمک می‌کند. داروی Levosimendan ممکن است مفید واقع شود. از دیورتیک ها، نیتروگلیسیرین، قرار دادن پمپ بالون داخل آئورت و اینوتروپ ها (در صورت وجود انسداد LVOT) باید اجتناب شود.
- نارسایی حاد قلبی: درمان شامل ترکیبی از داروهای مهارکننده آنزیم آنژیوتانسین (ACEI) یا مسدودکننده گیرنده آنژیوتانسین 2 (ARB) و مسدودکننده‌های بتا است. در صورت فقدان انسداد LVOT این درمان ها می‌تواند با دیورتیک‌ها و نیتروگلیسیرین همراه شوند.
- وجود لخته خون در بطن چپ: آنتی‌کواگولان تا ۳ ماه تجویز می‌شود.

## نگارخانه

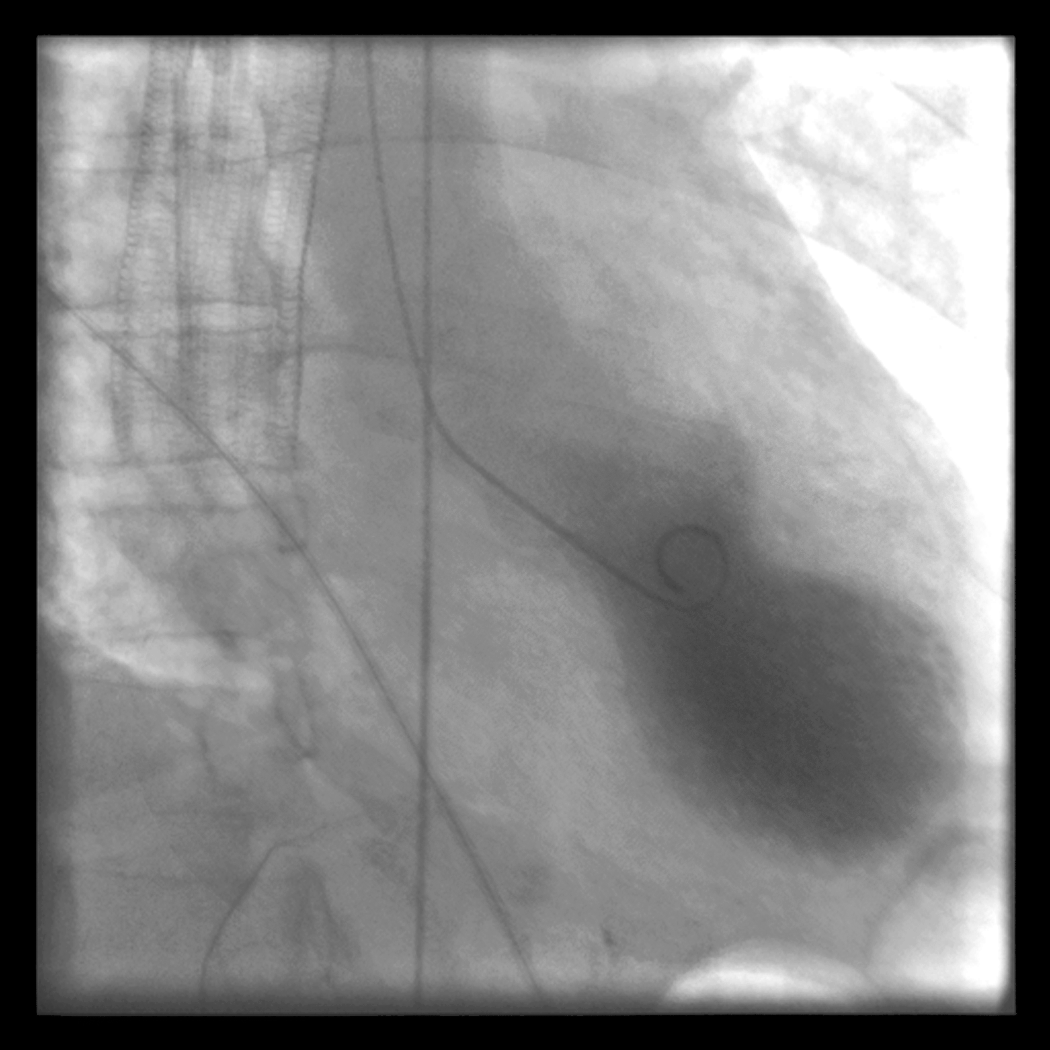
اتساع اپکس به همراه هیپرکینزی قاعده‌ای در ونتریکولوگرام